# Даун Тауншип (Нью-Джерсі)
Даун Тауншип (англ. Downe Township) — селище (англ. township) в США, в окрузі Камберленд штату Нью-Джерсі. Населення — 1399 осіб (2020).

## Демографія
Згідно з переписом 2010 року, у селищі мешкало 1585 осіб у 646 домогосподарствах у складі 435 родин. Було 996 помешкань
Расовий склад населення:
| - 92,6 % — білих - 2,6 % — чорних або афроамериканців - 0,5 % — корінних американців - 0,3 % — азіатів - 1,6 % — осіб інших рас |

До двох чи більше рас належало 2,4 %. Частка іспаномовних становила 3,8 % від усіх жителів.
За віковим діапазоном населення розподілялося таким чином: 19,6 % — особи молодші 18 років, 60,0 % — особи у віці 18—64 років, 20,4 % — особи у віці 65 років та старші. Медіана віку мешканця становила 47,6 року. На 100 осіб жіночої статі у селищі припадало 97,9 чоловіків;  на 100 жінок у віці від 18 років та старших — 98,6 чоловіків також старших 18 років.
Середній дохід на одне домашнє господарство  становив 54 976 доларів США (медіана — 45 333), а середній дохід на одну сім'ю — 68 245 доларів (медіана — 62 153). Медіана доходів становила 52 321 долар для чоловіків та 45 066 доларів для жінок. За межею бідності перебувало 10,4 % осіб, у тому числі 7,1 % дітей у віці до 18 років та 7,3 % осіб у віці 65 років та старших.
Цивільне працевлаштоване населення становило 564 особи. Основні галузі зайнятості: освіта, охорона здоров'я та соціальна допомога — 23,6 %, публічна адміністрація — 11,5 %, виробництво — 9,6 %, роздрібна торгівля — 8,2 %.